# Istruzione in Sudan

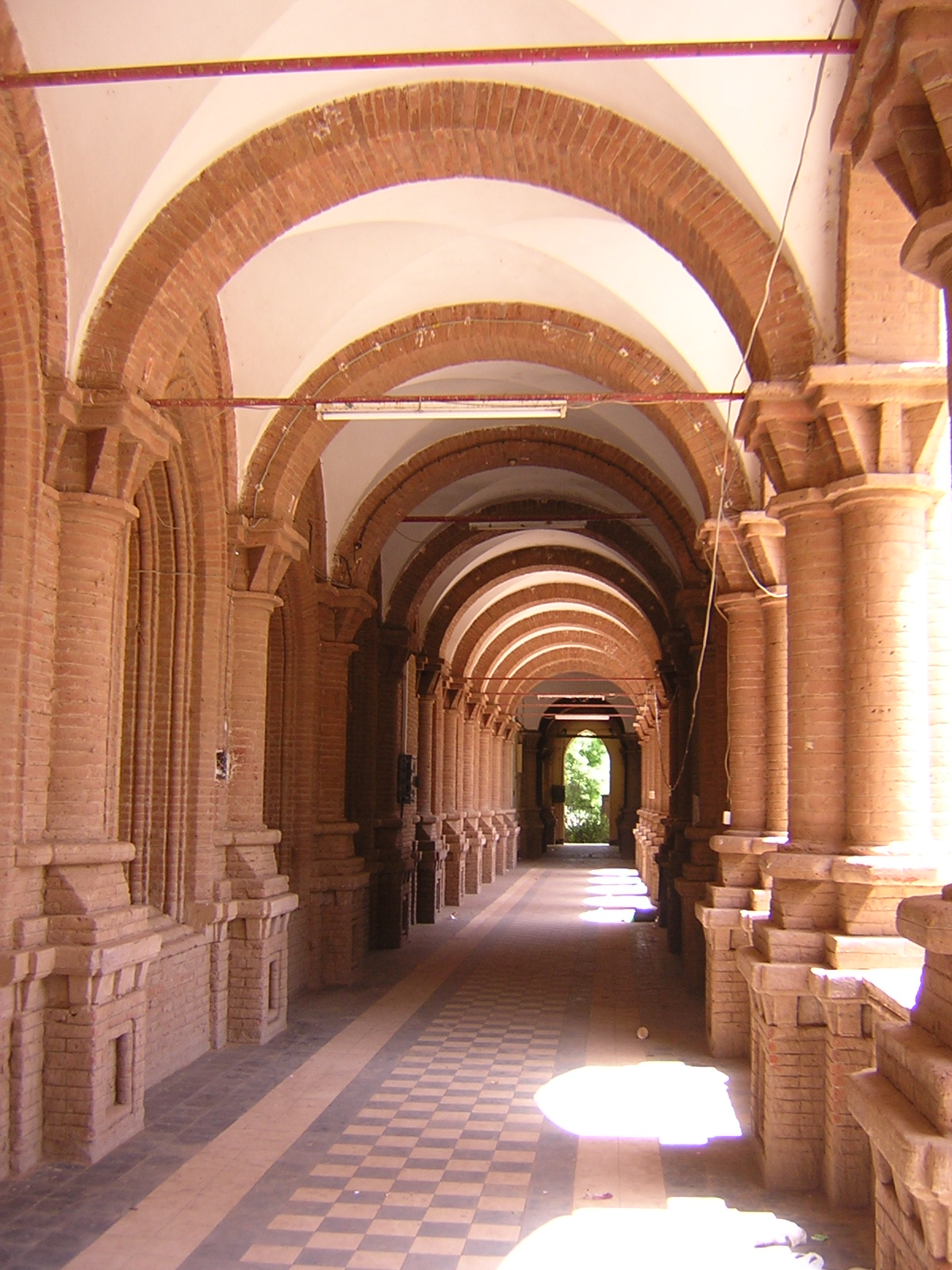
Facoltà di Scienze dell'Università di Khartoum

L'istruzione in Sudan è obbligatoria, ed è gratis, per studenti dell'età di 6 anni all'età di 13.
L'istruzione primaria dura 8 anni a cui seguono 3 anni di educazione secondaria. La vecchia formula educativa di 6 + 3 + 3 (anni di scuola) fu cambiata nel 1990. La lingua primaria, usata a tutti i livelli è l'arabo. Le scuole sono concentrate negli agglomerati urbani; molte di esse, nel sud e ovest del paese sono state distrutte dalla guerra civile. Nel 2001 la World Bank stimò la frequentazione delle scuole primarie pari a essere il 46%, e quella delle scuole secondarie il 21% dei bambini e studenti idonei alla frequentazione scolastica.
Il Sudan ha 19 università; l'istruzione è principalmente in arabo. L'educazione ai livelli secondari e universitari è stata seriamente ostacolata dal fatto che la leva militare è richiesta prima del completamento delle suddette scuole. Stando alla World Bank, nel 2002, il livello di alfabetizzazione nei soggetti sopra i 15 anni stava al 60% mentre nel 2000 
era del 58% (69% per i maschi e 46% per le femmine).Gli analfabeti tra i 15 ed i 24 anni erano il 23%.

## Livelli di Educazione
A Khartoum, la capitale del Sudan, esistono 4 livelli di educazione:
- Primo: asili nido (mattina e pomeriggio). Si incomincia all'età di 3 o 4 anni e consiste in 1 o 2 gradi a scelta dei genitori.
- Secondo: scuole elementari. Gli alunni incominciano all'età di 6 o 7 anni, consiste in 8 classi (8 anni), ogni anno c'è sempre più sforzo accademico, aumentano le materie, e migliorano i metodi educativi. All'ottavo anno gli alunni hanno l'età di 13 o 14 anni e sono pronti a prendere il certificato e frequentare le scuole superiori.
- Terzo: scuola secondaria e superiore. A questo livello il metodo educativo aggiunge alcune tra , la fisica, la geografia, ecc. ci sono tre gradi in questo livello e gli studenti vanno dal 14º o 15º anno di età al 17º o 18º anno di età.
- Quarto. Educazione di alto livello: ci sono molte università nel Sudan come l'università di Khartoum, anche gente straniera si iscrive a queste università, perché hanno una buona reputazione e il costo della vita nel Sudan è molto basso.

Dopo tutto, il sistema educativo nel Sudan, è stato sottomesso a molti cambiamenti tra gli anni ottanta ed i primi 
anni novanta.

## Organizzazioni Non Governative a supporto dell'educazione nel Sudan
Esistono molte Organizzazioni Non Governative che lavorano nel campo dell'educazione nel Sudan.
La più famosa è la Sudanese Organization for Education Development, la quale si occupa principalmente  
dell'educazione di base.